# Mococa
Mococa  è un comune del Brasile nello Stato di San Paolo, parte della mesoregione di Campinas e della microregione di São João da Boa Vista. Circa l'80% della popolazione è di origine italiana.
Il comune è composto da tre nuclei abitati principali: Mococa, Igaraí e São Benedito das Areias.